# Marcelleina rickii
Marcelleina rickii är en svampart som först beskrevs av Rehm, och fick sitt nu gällande namn av Graddon 1976. Marcelleina rickii ingår i släktet Marcelleina och familjen Pezizaceae.   Inga underarter finns listade i Catalogue of Life.